# Liverpool (Texas)
|  | Dieser Artikel wurde aufgrund von inhaltlichen Mängeln auf der Qualitätssicherungsseite des Projektes USA eingetragen. Hilf mit, die Qualität dieses Artikels auf ein akzeptables Niveau zu bringen, und beteilige dich an der Diskussion! Eine nähere Beschreibung der zu behebenden Mängel fehlt. |

Liverpool ist eine Gemeinde im Brazoria County im US-Bundesstaat Texas.
Die nach der englischen Stadt Liverpool benannten Gemeinde zählte im Jahre 2000 404 Einwohner. Auf dem Gemeindegebiet befindet sich der Sendemast American Towers Tower Liverpool, eines der höchsten Bauwerke der Erde.